# 山形鉄道YR-880形気動車
山形鉄道YR-880形気動車は1988年（昭和63年）に6両が製造された山形鉄道フラワー長井線用の気動車である。1990年（平成2年）に一部仕様を変更したYR-880-2形2両が追加製造された。路線名のフラワー長井線にちなんで「フラワーライナー」の愛称がつけられている。本項では両者をまとめて記載する。

## 概要
山形鉄道開業に備えて製造された新潟鐵工所製の軽快気動車(NDC) で、1988年（昭和63年）の開業時にYR-880形6両（YR-881、882、883、884、885、886）、1990年（平成2年）に仕様を一部変更したYR-880-2形(YR-887、888)の2両が製造された。YR-880形はボックスシート10組を備えるセミクロスシートで、トイレを備えるが、YR-880-2形は全席ロングシートでトイレはない。両者とも18 m級車体の両運転台車で、ワンマン運転用設備を備えている。路線名のフラワー長井線にちなんで「フラワーライナー」の愛称がつけられている。
2003年（平成15年）にYR-881号、2015年（平成27年）にYR-885号が経営改善計画に基づいて廃車されている。2004年（平成16年）から2015年（平成27年）にかけてエンジンが更新されている。

## 車体
車体はモノコック構造の普通鋼製、正面貫通構造の両運転台式である。省力化のため後乗り前降り方式でワンマン運転ができるよう、客用扉は運転台の直近に設けられた。ワンマン運転が前提のため、乗務員室には扉が設けられていない。車内を明るくするため、客室の窓を大きくし、居住性を向上させている。また、運転台横の助手台には現在は使われていないようだが行先、列車種別用のサボ枠が用意されている。自然と沿線の四季の花に調和するよう、車体はアイボリーホワイトに塗装され、ピンク、グリーン、オレンジのラインが入れられた。路線名のフラワー長井線にちなんで「フラワーライナー」の愛称が付されており、側面に車両ごとに異なる、沿線市町村、国県の花のイラストが描かれた。イラストは、YR-881号から順に、こぶし（白鷹町）、さくら（日本）、あやめ（長井市）、べにばな（山形県）、ダリア（川西町）、きく（南陽市）、あずましゃくなげ（米沢市）、ひめさゆり（飯豊町）である。
YR-880形の車内には5列10組、シートピッチ1,520 mmのボックスシートと便所が設けられ、それ以外のスペースにはロングシートを備える。YR-880-2形は全席ロングシートでトイレはない。ワンマン運転のため、整理券発行機、両替機付運賃箱、運賃表示器などの装備が設けられた。YR-880形の定員は座席60人、立席60人、車両質量28.0 t、YR-880-2形は座席60人、立席65人、車両質量27.5 tとなっている。
耐寒耐雪構造を採用するとともに、25.6 kW（22,000 kcal/h）の機関直結式冷房装置と、温風式の暖房装置が備えられた。

## 走行装置
エンジンは、 新潟鐡工所製6H13AS（DMF13HSと同型）（183.9 kW / 1,900 rpm）を1基搭載、(現在はDMF13Hzに更新)動力は変速2段、直結1段のTACN-22-1100変速機を介して台車に伝達される。前位側台車は2軸駆動の動台車NP120D、後位側は従台車NP120Tで、いずれもダイアフラム式の空気ばね台車である。制動装置は自動空気ブレーキDE1Aが採用された。
| 883号 |  | 888号 |
| 883号 |  | 888号 |

## 廃車

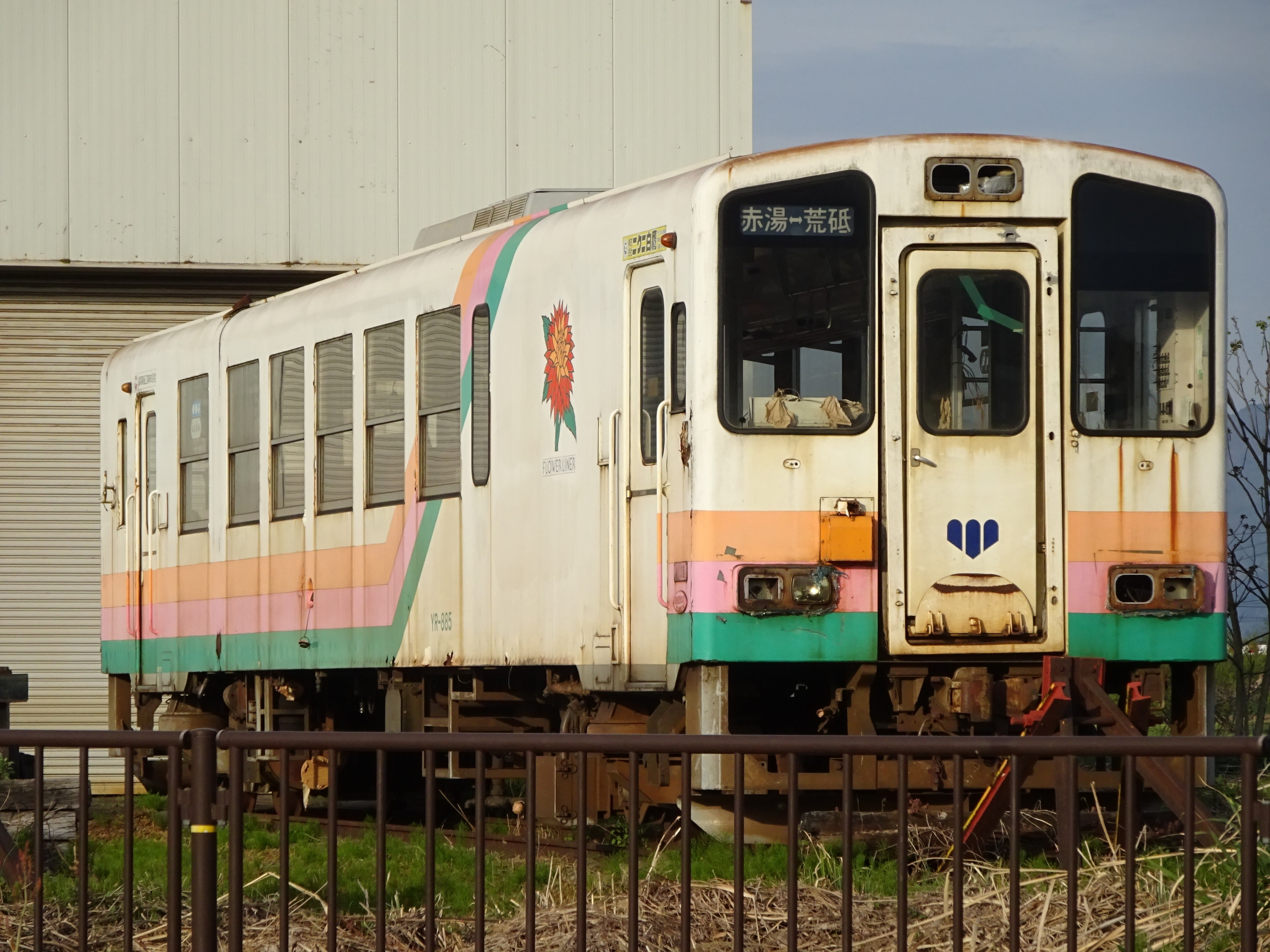
廃車されたYR-885

経営改善計画に基づき、YR-881号が2003年（平成15年）11月30日、YR-885号が2015年（平成27年）12月26日に廃車となった。

## エンジン更新
2002年（平成14年）の全般検査で、エンジンシリンダライナが研磨限界に達していることが判明したため、2004年（平成16年）から2015年（平成27年）にかけてエンジンを新潟原動機製DMF13HZ（242.7 kW / 2000 rpm)に更新している。変速機などは従来のものを流用したため、故障防止のため198.6 kWに出力を落として使用されている。

## 車体ラッピング

### 沿線市町村PRラッピング
2016年（平成28年）7月1日から、4両に順次沿線市町村を象徴する花を基調にしたラッピングを施して運行している。
- YR-883号 紅花ラッピング 
  - 2016年（平成28年）7月1日運行開始[17]。白鷹町が日本一の紅花の産地であることから、「日本の紅（あか）をつくる町」を発信するため、赤基調の車体に紅花が描かれた[16]。
- YR-884号 さくらラッピング
  - 2016年（平成28年）9月15日運行開始[18]。南陽市赤湯にある烏帽子山の千本桜をイメージし、桜が描かれた[19]。
- YR-886号 あやめラッピング
  - 2016年（平成28年）10月29日運行開始[20]。長井市の花であるあやめが描かれた[21]。
- YR-888号 ダリヤラッピング
  - 2016年（平成28年）7月21日運行開始[22]。川西町に日本有数の規模のダリヤ園があることから、色とりどりのダリアが描かれた[23]。

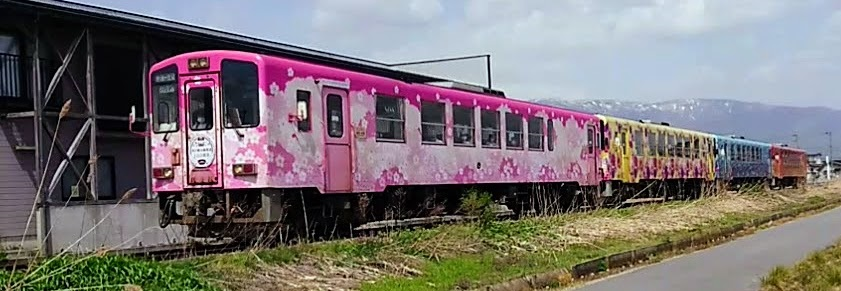
全線開通100周年ラッピング列車4両連結走行 （赤湯方面）
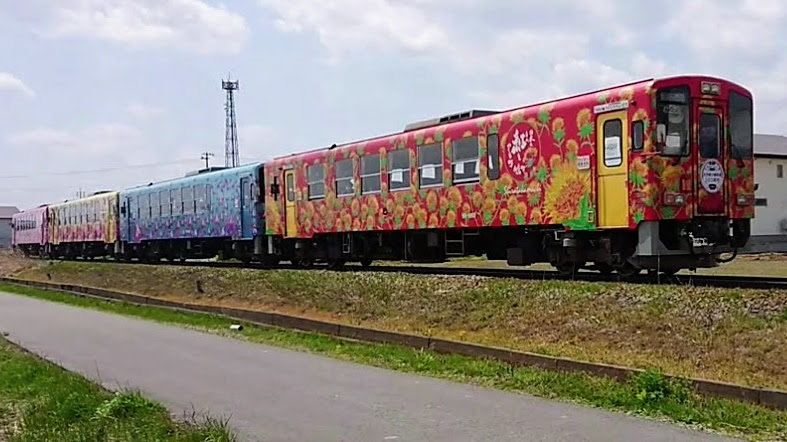
（長井・荒砥方面）

### 鉄道むすめラッピング
2017年（平成29年）2月11日から2023年（令和5年）7月末まで、YR-887号に「鉄道むすめ」のラッピングを施して運行していた。

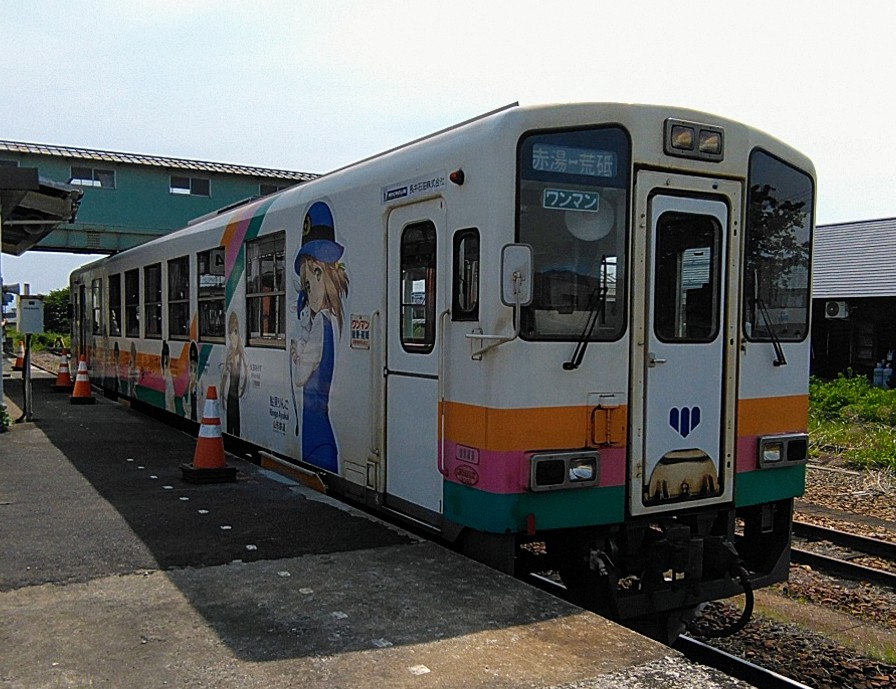
鉄道むすめラッピング

### 食堂車
2017年（平成29年）1月にYR-882号がシンボル車両（食堂車）「花結びより」としてリニューアルされた。

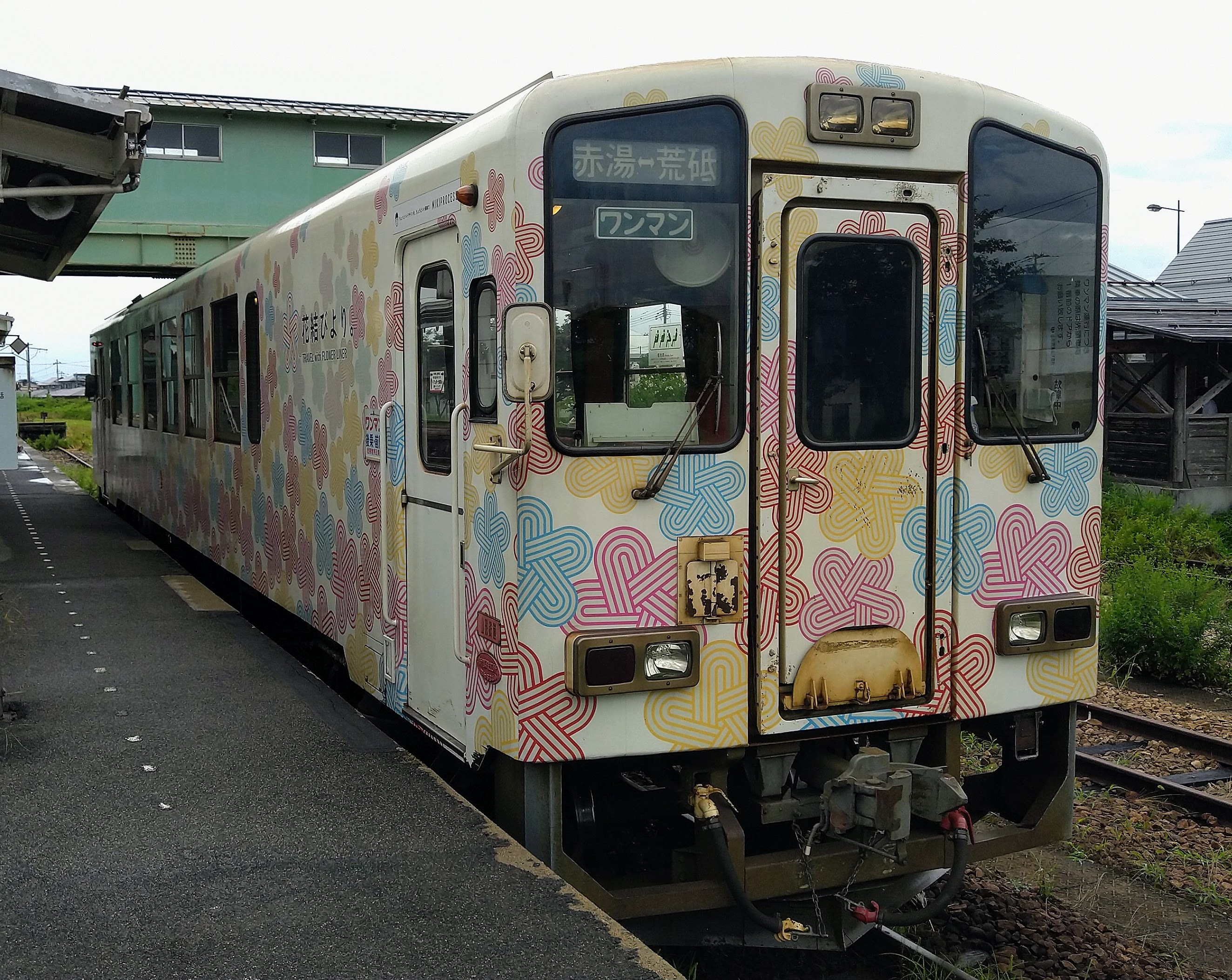
花結びより

### ラーメン大好き小泉さんラッピング
2023年（令和5年）12月2日から、南陽市役所ラーメン課と『ラーメン大好き小泉さん』のコラボレーション企画「なんようしのラーメンカードラリー2023」の特別企画としてYR-887号に『ラーメン大好き小泉さん』のラッピングを施して運行している。

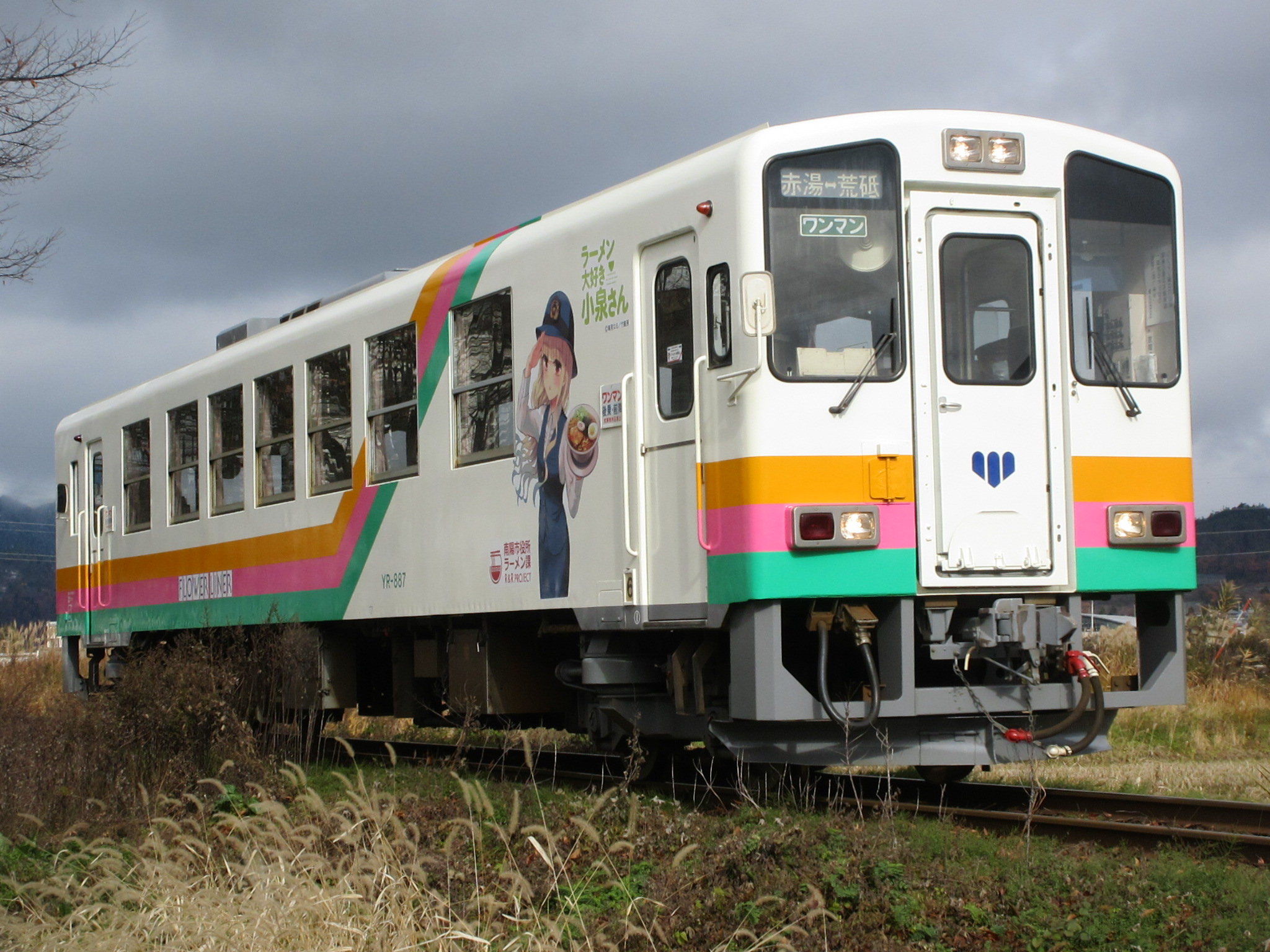
ラーメン大好き小泉さんラッピング

## 車歴
| 車両番号 | 製造          | 機関更新 | 廃車           |
| -------- | ------------- | -------- | -------------- |
| 881      | 1988年7月18日 | -        | 2003年11月30日 |
| 882      | 1988年7月22日 | 2013年   | -              |
| 883      | 1988年7月27日 | 2004年   | -              |
| 884      | 1988年7月28日 | 2004年   | -              |
| 885      | 1988年8月1日  | 2007年   | 2015年12月26日 |
| 886      | 1988年8月3日  | 2012年   | -              |
| 887      | 1990年        | 2015年   | -              |
| 888      | 1990年        | 2014年   | -              |

### 書籍
- 寺田 祐一『私鉄気動車30年』JTBパブリッシング、2006年。ISBN 4-533-06532-5。

### 雑誌記事
- 『鉄道ピクトリアル』通巻512号「新車年鑑1989年版」（1989年5月・電気車研究会）
  - 藤井 信夫・大幡 哲海・岸上 明彦「各社別車両情勢」 pp. 93-123
  - 山形鉄道（株）運輸部長 高橋 忠男「山形鉄道 YR-880形」 pp. 128
  - 「民鉄車両諸元表」 pp. 230-232
  - 「竣工月日表」 pp. 232-242
- 『鉄道ピクトリアル』通巻550号「新車年鑑1991年版」（1991年10月・電気車研究会）
  - 藤井 信夫・大幡 哲海・岸上 明彦「各社別車両情勢」 pp. 122-138
  - 「1990年度車両動向」 pp. 241-252
- 『鉄道ピクトリアル』通巻753号「鉄道車両年鑑2003年版」（2003年10月・電気車研究会）
  - 岸上 明彦「2002年度民鉄車両動向」 pp. 120-140
  - 「車両データ 2002年度民鉄車両」 pp. 216-227
- 『鉄道ピクトリアル』通巻862号「【特集】東北のローカル私鉄」（2012年5月・電気車研究会）
  - 服部 朗宏「現存 東北ローカル私鉄の気動車 現有車と少し昔の在籍車」 pp. 40-45
- 『鉄道ピクトリアル』通巻923号「鉄道車両年鑑2016年版」（2016年10月・電気車研究会）
  - 岸上 明彦「2015年度民鉄車両動向」 pp. 93-123
  - 山形鉄道（株）鉄道総括運輸部長 鈴木 博「山形鉄道 YR-880形・YR-880-2形機関更新工事」 pp. 128
  - 「民鉄車両諸元表」 pp. 193-198
  - 「車両データ 2015年度民鉄車両」 pp. 215-227

### Web資料
- “会社案内”.   山形鉄道. 2017年2月16日閲覧。
- “やまてつレポート vol 3”.   山形鉄道 (2016年7月13日). 2017年2月16日閲覧。
- “やまてつレポート vol 4”.   山形鉄道 (2016年8月1日). 2017年2月16日閲覧。
- “やまてつレポート vol 5”.   山形鉄道 (2016年10月4日). 2017年2月16日閲覧。
- “山形鉄道フラワー長井線ラッピング列車の運行開始及び記念セレモニーの開催について” (pdf).   山形県 (2016年6月27日). 2017年2月16日閲覧。
- “山形鉄道フラワー長井線川西町ラッピング列車の運行開始及び記念セレモニーの開催について” (pdf).   山形県 (2016年7月15日). 2017年2月16日閲覧。
- “山形鉄道フラワー長井線南陽市ラッピング列車の運行開始及び記念セレモニーの開催について” (pdf).   山形県 (2016年9月9日). 2017年2月16日閲覧。
- “山形鉄道フラワー長井線長井市ラッピング列車の運行開始及び記念セレモニーの開催について” (pdf).   山形県 (2016年10月26日). 2017年2月16日閲覧。
- “【ラッピング列車第四弾「あやめ」登場】”.   長井市 (2016年11月4日). 2017年2月16日閲覧。
- “山形鉄道で「鉄道むすめ」ラッピング車両運行開始”.   railf.jp (2017年2月13日). 2017年2月16日閲覧。
- “「なんようしのラーメンカードラリー2023」イベント情報”.   南陽市 (2023年11月29日). 2023年11月29日閲覧。